# Valley Wells (Californie)
Valley Wells est une census-designated place du comté d'Inyo, dans l'État de Californie, aux États-Unis,. En 2020, elle est inhabitée.